# Colonia de la Amistad
Colonia de la Amistad är en ort i Mexiko.   Den ligger i kommunen Heroica Ciudad de Juchitán de Zaragoza och delstaten Oaxaca, i den sydöstra delen av landet, 500 km sydost om huvudstaden Mexico City. Colonia de la Amistad ligger 17 meter över havet och antalet invånare är 230.
Terrängen runt Colonia de la Amistad är mycket platt. Runt Colonia de la Amistad är det ganska tätbefolkat, med 179 invånare per kvadratkilometer. Närmaste större samhälle är Juchitán de Zaragoza, 2,6 km norr om Colonia de la Amistad. Omgivningarna runt Colonia de la Amistad är en mosaik av jordbruksmark och naturlig växtlighet.